# Metropolia della Ciuvascia

Localizzazione della Ciuvascia nella federazione russa.

La metropolia di Ciuvascia (in russo Чувашская митрополия?) è una delle province ecclesiastiche che costituiscono la Chiesa ortodossa russa.
Istituita dal Santo Sinodo il 4 ottobre 2012, comprende l'intera Repubblica Ciuvascia nel circondario federale del Volga.
È costituita da 3 eparchie:
- Eparchia di Čeboksary
- Eparchia di Alatyr'
- Eparchia di Kanaš

Sede della metropolia è la città di Čeboksary, il cui eparca ha il titolo di "Metropolita di Čeboksary e di Ciuvascia".